# Турки (зупинний пункт)
Ту́рки (також 81 км) — пасажирський залізничний зупинний пункт Рівненської дирекції Львівської залізниці розташований на двоколійній електрифікованій змінним струмом лінії Здолбунів — Красне.
Розташований біля села Рідкодуби Дубенського району Рівненської області між станціями Верба (4 км) та Рудня-Почаївська (6 км).
На зупинному пункті зупиняються приміські поїзди.